# Armand Félix Marie Jobbé-Duval
Armand Félix Marie Jobbé-Duval, född 17 juli 1821 i Carhaix-Plouguer, död 2 april 1889 i Paris, var en fransk målare.
Jobbé-Duval var lärjunge till Paul Delaroche, målade kyrkotavlor, Pesten i Milano i Saint-Séverin i Paris (1853), med fler, motiv ur diktverk: Margareta i trädgården, Bruden från Korint samt porträtt. Jobbé-Duval var 1870–1871 mär i 15:e arrondissemanget och utmärkte sig för sina strävanden mot kommunarderna samt var sedan flera gånger ledamot av Conseil municipal.